# Mîtrofanivka (Mîtrofanivka), Nîjnohirskîi
Mîtrofanivka (în ucraineană Митрофанівка) este localitatea de reședință a comunei Mîtrofanivka din raionul Nîjnohirskîi, Republica Autonomă Crimeea, Ucraina.

## Demografie
Componența lingvistică a localității Mîtrofanivka
     Rusă (79,79%)
     Tătară crimeeană (14,46%)
     Ucraineană (5,12%)
     Alte limbi (0,21%)
Conform recensământului din 2001, majoritatea populației localității Mîtrofanivka era vorbitoare de rusă (79,79%), existând în minoritate și vorbitori de tătară crimeeană (14,46%) și ucraineană (5,12%).